# Мценский городской краеведческий музей имени Г. Ф. Соловьёва
Мценский краеведческий музей им. Г. Ф. Соловьёва — городской краеведческий музей, созданный историком-краеведом Г. Ф. Соловьёвым (1894—1968).

## История
Создан в 1919 году как «Мценский музей наглядных пособий и местного края».
В 1941 году перед оккупацией немецкими фашистами был уничтожен. Усилиями краеведа-энтузиаста Соловьёва Георгия Федоровича в 1960 году вновь открыт в другом здании как «Мценский народный музей». В 1980 году как «Государственный музей истории города Мценска» переведён в здание пятиэтажного жилого дома по улице Тургенева в исторический центр города. С апреля 1995 года стал муниципальным — «Мценский городской краеведческий музей им. Г. Ф. Соловьёва» и относится к комитету по работе с молодежью, культуре и спорту при администрации Мценска. Является участником движения Ассоциации музеев России (Тульское отделение).

## Современное состояние
В современной экспозиции достаточно ярко отражена история края, развитие ремёсел и торговли, жизнь прогрессивной общественности, периоды гражданской и Великой Отечественной войн. Особенно интересно в экспозициях раскрываются темы: «Мценская крепость», «Введение христианства», «Быт и промыслы XIX века», «Культовые сооружения», «Известные земляки», «Первая танковая гвардия» и др. Кроме экспозиционно-выставочных залов (460 м²), имеется фондохранилище (42 м²), архив, научная библиотека. Всего единиц хранения составляет около 19000, из них 16038 предметов основного фонда. В Орловском университете ГТУ создан филиал музея «Мцела».
Наиболее ценные (уникальные) коллекции:
- Монеты, кредитные билеты, жетоны, награды — 91 ед.
- Коллекция крестьянской одежды конца XIX — начало XX вв. — 42 ед.
- Коллекция рушников конца XIX — начало XX вв. — 39 ед.
- Коллекция военного обмундирования времён Великой Отечественной войны 1941—1945 гг. — 73 ед.
- Коллекция плетёной мебели XX век — 7 ед.
- Коллекция Мценского кружева — 40 ед.

Музеи — партнёры:
- Орловский музей изобразительных искусств
- Орловский объединённый государственный литературный музей И. С. Тургенева
- Государственный мемориальный и природный музей-заповедник И. С. Тургенева[3]